# シンコウラブリイ
シンコウラブリイ（欧字名:Shinko Lovely、1989年2月2日 - 2011年12月5日）は、日本の競走馬、繁殖牝馬。
アイルランドで生産された外国産馬である。1993年のJRA賞最優秀5歳以上牝馬。1993年のマイルチャンピオンシップ（GI）を優勝し、黒衣の名牝と呼ばれた。藤沢和雄調教師に初の重賞、GI制覇をもたらした。
その他の勝ち鞍は、1992年のニュージーランドトロフィー（GII）、ラジオたんぱ賞（GIII）、クイーンステークス（GIII）。1993年の毎日王冠（GII）、スワンステークス（GII）。

## 生涯

### デビューまで
ハッピートレイルズは、ポッセを父に持ち、1984年にアイルランドで生産された牝馬である。競走馬として5戦未勝利。引退後は繁殖牝馬となり、初年度はカーリアンと交配した。1989年2月2日、アイルランドのファイアーストーン夫妻の下で初仔となる鹿毛の牝馬（後のシンコウラブリイ）が生産された。3歳となった1991年6月、産まれた仔を大樹ファームの赤澤芳樹が購買し、大樹ファームが所有するアイルランドの牧場に移動。アイルランドを訪れた藤沢和雄調教師は、仔を見て高く評価していた。育成を経て、同じ牧場の6頭とともに日本に渡り、成田国際空港と北海道門別町の北海牧場にて、合計3か月の検疫を受けた。

日本に来た7頭は、藤沢の仲介で大樹ファームを紹介された安田修と、そのアドバイザー兼秘書の鬼塚義臣による検分を受けた。その7頭の中から、安田と鬼塚は、最も安い7000万円に設定された仔（後のシンコウラブリイ）を見出し、安田が購入。値切り交渉の末、設定価格よりも1000万円安い、6000万円での取引となった。
鬼塚はこう語り、購入金額くらいは稼ぎ、万が一活躍しなくとも、父がカーリアンであることから繁殖牝馬としても期待できると考えていた。アイルランドでの育成が進んでおり、日本で生産された馬よりも筋肉の発達が早く、検疫を終えると、まもなく美浦トレーニングセンターの藤沢和雄厩舎に入厩。当初、藤沢と鬼塚は900万円以下までは勝ち進むだろうと目論んでいた。

### 競走馬時代

#### 3歳（1991年）
入厩して約1カ月後の11月2日、東京競馬場の新馬戦（芝1600メートル）で橋本広喜が騎乗しデビュー、2番人気の評価された。先行し最後の直線で抜け出し、後方に4馬身離して初勝利。続いて2週間後の福島3歳ステークス（OP）は、1番人気の支持で出走。好位から最終コーナーで先頭となり、騎乗した坂本勝美が追うことのないまま2連勝、レコードタイムを更新した。それから12月1日、阪神3歳牝馬ステークス（GI）では、岡部幸雄に乗り替わった。無敗の3連勝中だったニシノフラワーが単勝オッズ1.9倍の1番人気に支持され、それに次ぐ2.8倍の2番人気。外枠14番から発走し、ニシノフラワーをマークする好位の外側につけた。ところが、第3コーナー途中で進路を失う不利を受けて後退、結局ニシノフラワーから離れて、大きく外を周回することを余儀なくされた。直線で追い上げたものの、内枠から終始内を進んだニシノフラワーには敵わず、さらにサンエイサンキューにもかわされた3着となった。

#### 4歳（1992年）
外国産馬は桜花賞、優駿牝馬（オークス）の出走が不可能だったため、4歳となってもしばらく出走せず、長期休養となった。5月23日、牝馬限定競走のカーネーションカップ（OP）で半年ぶりの復帰。参戦直前に砂浴びを行ったところ、自らの脚で蹄底に傷をつけた。直ちに治療する必要があったが、春闘の厩務員ストライキとの関係のために適切な治療ができず、完治していない状態ながら1番人気で出走。出遅れや折り合いを欠いたことで、直線全く伸びず、6着に敗れた。続いて、春の目標に据えていた6月7日のニュージーランドトロフィー4歳ステークス（GII）に参戦。出走10頭の中から、京都4歳特別（GIII）など重賞3勝を含む4連勝中の外国産馬、ヒシマサルが1.7倍の1番人気に推された。同じく外国産馬で京成杯（GIII）を制したエーピージェットが2番人気、クリスタルカップ（GIII）を制し、菖蒲ステークスではエーピージェットを下した2連勝中の内国産馬サクラバクシンオーが3番人気と続き、シンコウラブリイは11.4倍の4番人気の支持であった。スタートから2番手を保ち、直線ではサクラバクシンオーが逃げて直線で失速するのを尻目に先頭に立ち、追い上げるヒシマサルに1馬身半差離して、先頭で入線。重賞初制覇となり、厩舎開業5年目の藤沢にとっても初の重賞タイトルとなった。それから、外国産馬の出走が本年から解禁となっていたラジオたんぱ賞（GIII）に出走。鞍上は3戦連続で騎乗した岡部から、坂本に戻り、1番人気に推された。逃げた2頭から離れた3番手で進み、第3コーナーから前2頭に接近。最後の200メートルで抜け出して差を広げ、後続に2馬身半離して勝利した。
3か月の休養を経て、10月4日のクイーンステークス（GIII）に再び岡部とともに出走。2000メートル及び中山競馬場初参戦だったが1番人気に推された。2番手を保ち直線で抜け出すと、後方に3馬身離して勝利、重賞3連勝とった。その後は、4歳牝馬の目標であるエリザベス女王杯に進むと考えられていた。エリザベス女王杯は、外国産馬のシンコウラブリイが、牝馬三冠の中で唯一出走可能な競走であったが、藤沢はジャパンカップ（GI）を目標に設定。それに向けて、エリザベス女王杯と同じ日に行われる富士ステークス（OP）に参戦することを決めた。この決定は「批判的な眼で眺める向きも少なくなかった」（阿部珠樹）という。
富士ステークスは馬なりの状態のまま、1.3倍の1番人気に応えて勝利。岡部はジャパンカップでも期待できると発言したが、藤沢はシンコウラブリイの適性がやはり短中距離にあると見極め、芝2400メートルで行われるジャパンカップへの出走を断念。急遽、連闘でマイルチャンピオンシップ（GI）に出走、この藤沢の采配は「ジャパンカップ出走を表明した時よりもさらに大きな疑問の声があがった」（阿部珠樹）という。4.1倍の1番人気に推された。スタート直後は8番手につけ、中途で好位まで押し上げて追走。最終コーナーでは内を突き追い上げたが、逃げる2番人気のダイタクヘリオスを捉えることはできず、1馬身半差の2着となった。

#### 5歳（1993年）
長期休養となり、4月24日の京王杯スプリングカップ（GII）で始動。前年の安田記念優勝馬ヤマニンゼファーを抑えて1番人気に推された。最後の直線ではヤマニンゼファーとの競り合いに屈し、1馬身半遅れた2着に敗れた。続く安田記念（GI）は3番人気の支持を集め、2番人気ヤマニンゼファー、14番人気イクノディクタスにも先着されて3着に敗れた。それから休養前の北海道輸送を兼ね、札幌日経オープン（OP）に出走。単勝支持率73パーセントの支持を集め、単勝オッズ1.0倍という「元返し」状態の1番人気に推された。好位から抜け出し、迫るゴールデンアイをクビ差ばかり退けて勝利、7カ月ぶりの勝利を果たした。
秋となり、毎日王冠（GII） に1番人気で出走。マイスタージンガーが逃げる中、3番手に位置、残り300メートルで先頭となると、追い込んだ8番人気セキテイリュウオーを1馬身4分の3馬身離し、レコードタイムで勝利。続いて、外国産馬のために出走することのできない天皇賞（秋）を尻目にスワンステークスに出走、初の重馬場となったが1番人気に推された。5番手から直線で先頭となり、迫るステイジヒーローをクビ差退けて勝利。この直後にマイルチャンピオンシップを引退レースとなることが決定した。

それから11月21日、前年2着に敗れたマイルチャンピオンシップに参戦。当日の朝から小雨が降ったが、第7競走の京都3歳ステークス（OP）は良馬場で行われナリタブライアンがレコードタイムを樹立していた。ところが、発走1時間前には激しい雨に変わり、視界が煙で遮られるほどになった。馬場状態は、稍重を経ずに悪化、不良での発走となった。単勝オッズ2.3倍の1番人気に推され、続く3.6倍の2番人気にニシノフラワーとなり牝馬2頭が上位人気を占めた。イイデザオウが逃げる中、シンコウラブリイは馬群の外側の4番手の好位。ニシノフラワーが後方で不良馬場に苦戦する中、直線コースで抜け出すと、逃げ粘るイイデザオウを1馬身4分の1差をつけて先頭で入線した。GI初制覇となり、藤沢にとっても初のGIタイトル獲得となった。
岡部は、レース後の観客席のファンにシンコウラブリイの引退を改めて発表。年末には、JRA賞最優秀5歳以上牝馬に選出された。

### 繁殖牝馬時代
マイルチャンピオンシップから5日後の11月26日に大樹ファームに移動。安田の預託で大樹ファームにて繁殖牝馬として繋養された。場長のハリー・スウィーニィによれば、特にジローディタリアと仲が良かった。大樹ファームでは、ロードクロノス、レディベローナの2頭の仔を生産。1996年からは、安田オーナーが用意したシンコーファームに繋養された。2011年にディープスカイの牝馬（後のプレイフォーマザー）を産み繁殖を引退。以後は同ファームで余生を送っていたが、蹄葉炎が再発したため同年12月5日に死亡した。

## 競走成績
以下の内容は、netkeiba.comおよびJBISサーチの情報に基づく。
| 競走日     | 競馬場 | 競走名            | 格   | 距離（馬場）  | 頭 数 | 枠 番 | 馬 番 | オッズ （人気） | 着順 | タイム （上がり3F） | 着差 | 騎手      | 斤量 [kg] | 1着馬（2着馬）         | 馬体重 [kg] |
| ---------- | ------ | ----------------- | ---- | ------------- | ----- | ----- | ----- | --------------- | ---- | ------------------- | ---- | --------- | --------- | ---------------------- | ----------- |
| 1991.11.02 | 東京   | 3歳新馬           |      | 芝1600m（良） | 12    | 2     | 2     | 004.00（2人）   | 01着 | R1:35.5（36.7）     | -0.7 | 0橋本広喜 | 51        | （ナイキナイト）       | 440         |
| 0000.11.16 | 福島   | 福島3歳S          | OP   | 芝1200m（良） | 10    | 7     | 8     | 002.10（1人）   | 01着 | R1:09.9（35.9）     | -0.1 | 0坂本勝美 | 53        | （マイネルヤマト）     | 434         |
| 0000.12.01 | 阪神   | 阪神3歳牝馬S      | GI   | 芝1600m（良） | 15    | 8     | 14    | 002.80（2人）   | 03着 | R1:36.4（）         | -0.2 | 0岡部幸雄 | 53        | ニシノフラワー         | 434         |
| 1992.05.23 | 東京   | カーネーションC   | OP   | 芝1600m（良） | 16    | 1     | 2     | 001.40（1人）   | 06着 | R1:36.0（37.8）     | -0.5 | 0岡部幸雄 | 54        | タレントサンダー       | 446         |
| 0000.06.07 | 東京   | NZT4歳S           | GII  | 芝1600m（良） | 10    | 7     | 8     | 011.40（4人）   | 01着 | R1:34.9（35.3）     | -0.2 | 0岡部幸雄 | 54        | （ヒシマサル）         | 440         |
| 0000.07.05 | 福島   | ラジオたんぱ賞    | GIII | 芝1800m（良） | 9     | 2     | 2     | 002.00（1人）   | 01着 | R1:48.6（37.3）     | -0.4 | 0坂本勝美 | 55        | （ポットリチャード）   | 430         |
| 0000.10.04 | 中山   | クイーンS         | GIII | 芝2000m（良） | 15    | 8     | 15    | 001.40（1人）   | 01着 | R2:00.7（35.4）     | -0.6 | 0岡部幸雄 | 54        | （パーシャンスポット） | 434         |
| 0000.11.15 | 東京   | 富士S             | OP   | 芝1800m（良） | 6     | 3     | 3     | 001.30（1人）   | 01着 | R1:47.6（34.2）     | -0.1 | 0岡部幸雄 | 53        | （キョウエイボナンザ） | 440         |
| 0000.11.22 | 京都   | マイルCS          | GI   | 芝1600m（良） | 18    | 4     | 7     | 004.10（1人）   | 02着 | R1:33.5（）         | -0.2 | 0岡部幸雄 | 53        | ダイタクヘリオス       | 438         |
| 1993.04.24 | 東京   | 京王杯スプリングC | GII  | 芝1400m（良） | 12    | 3     | 3     | 001.50（1人）   | 02着 | R1:21.2（34.7）     | -0.2 | 0岡部幸雄 | 55        | ヤマニンゼファー       | 438         |
| 0000.05.16 | 東京   | 安田記念          | GI   | 芝1600m（良） | 16    | 4     | 7     | 005.50（3人）   | 03着 | R1:33.7（35.7）     | -0.2 | 0岡部幸雄 | 55        | ヤマニンゼファー       | 436         |
| 0000.06.13 | 札幌   | 札幌日経オープン  | OP   | 芝1800m（良） | 12    | 7     | 11    | 001.00（1人）   | 01着 | R1:47.6（35.9）     | -0.1 | 0岡部幸雄 | 55        | （ゴールデンアイ）     | 444         |
| 0000.10.10 | 東京   | 毎日王冠          | GII  | 芝1800m（良） | 13    | 5     | 6     | 002.30（1人）   | 01着 | R1:45.5（34.8）     | -0.3 | 0岡部幸雄 | 56        | （セキテイリュウオー） | 448         |
| 0000.10.30 | 京都   | スワンS           | GII  | 芝1400m（重） | 16    | 2     | 4     | 001.40（1人）   | 01着 | R1:21.9（35.1）     | -0.0 | 0岡部幸雄 | 56        | （ステイジヒーロー）   | 442         |
| 0000.11.21 | 京都   | マイルCS          | GI   | 芝1600m（不） | 15    | 3     | 5     | 002.30（1人）   | 01着 | R1:35.7（36.2）     | -0.2 | 0岡部幸雄 | 55        | （イイデザオウ）       | 448         |

## 繁殖成績
|        | 生年   | 馬名               | 性 | 毛色   | 父                     | 馬主                           | 管理調教師                     | 戦績                | 勝ち鞍                 | 出典   |
| ------ | ------ | ------------------ | -- | ------ | ---------------------- | ------------------------------ | ------------------------------ | ------------------- | ---------------------- | ------ |
| 初仔   | 1995年 | ロードクロノス     | 牡 | 栗毛   | トニービン             | （株）ロードホースクラブ       | 藤沢和雄（美浦）               | 30戦8勝（抹消）     | 2001年中京記念（GIII） | [ 30 ] |
| 2番仔  | 1996年 | レディベローナ     | 牝 | 鹿毛   | サンデーサイレンス     | （株）ロードホースクラブ       | 藤沢和雄（美浦）               | 3戦0勝（繁殖牝馬）  |                        | [ 31 ] |
| 3番仔  | 1997年 | レディミューズ     | 牝 | 栗毛   | ティンバーカントリー   | （株）ロードホースクラブ       | 藤沢和雄（美浦）               | 18戦3勝（繁殖牝馬） | [ 注 4 ]               | [ 25 ] |
| 4番仔  | 1998年 | トレジャー         | 牡 | 黒鹿毛 | ブライアンズタイム     | 市川義美                       | 藤沢和雄（美浦）               | 43戦4勝（抹消）     | 2003年都大路S（OP）    | [ 32 ] |
| 5番仔  | 1999年 | ロードアポロン     | 牡 | 鹿毛   | ブライアンズタイム     |                                |                                | 不出走（血統登録）  |                        | [ 33 ] |
|        | 2000年 | 種付けせず         |    |        |                        |                                |                                |                     |                        | [ 34 ] |
| 6番仔  | 2001年 | レディクローリス   | 牝 | 鹿毛   | フォーティナイナー     | （株）ロードホースクラブ       | 宗像義忠（美浦）               | 12戦2勝（繁殖牝馬） |                        | [ 35 ] |
| 7番仔  | 2002年 | ピサノグラフ       | 牝 | 鹿毛   | サンデーサイレンス     | 市川義美                       | 藤沢和雄（美浦）               | 29戦4勝（繁殖牝馬） | [ 注 6 ]               | [ 36 ] |
| 8番仔  | 2003年 | ロードアルファード | 牡 | 鹿毛   | エルコンドルパサー     | （株）ロードホースクラブ       | 山内研二（栗東）               | 42戦3勝（抹消）     |                        | [ 37 ] |
|        | 2004年 | 不受胎             |    |        | フレンチデピュティ     |                                |                                |                     |                        | [ 34 ] |
| 9番仔  | 2005年 | サムワントゥラブ   | 牝 | 鹿毛   | シンボリクリスエス     | 金子真人ホールディングス（株） | 角居勝彦（栗東）               | 17戦1勝（繁殖牝馬） |                        | [ 38 ] |
|        | 2006年 | 流産               |    |        | キングカメハメハ       |                                |                                |                     |                        | [ 34 ] |
| 10番仔 | 2007年 | マザーウェル       | 牝 | 鹿毛   | シンボリクリスエス     | 吉田和美                       | 平田修（栗東） →中塚猛（園田） | 18戦1勝（繁殖牝馬） |                        | [ 39 ] |
|        | 2008年 | 不受胎             |    |        | ロックオブジブラルタル |                                |                                |                     |                        | [ 34 ] |
|        | 2009年 | 流産               |    |        | アドマイヤムーン       |                                |                                |                     |                        | [ 34 ] |
| 11番仔 | 2010年 | フューチャステップ | 牡 | 鹿毛   | アドマイヤムーン       | 嶋田賢                         | 池江泰寿（栗東）               | 13戦1勝（抹消）     |                        | [ 40 ] |
| 12番仔 | 2011年 | プレイフォーマザー | 牝 | 鹿毛   | ディープスカイ         | 嶋田賢                         | 池江泰寿（栗東）               | 5戦0勝（繁殖牝馬）  |                        | [ 41 ] |

### 子孫
- シンコウラブリイ 1989 牝
  - ロードクロノス 1995 牡（2001年中京記念、父:トニービン）
  - レディベローナ 1996 牝
    - ケイアイベローナ 2003 牝
      - クインズサターン 2013 牡[42]（2020年道営記念2021年コスモバルク記念、父:パイロ）

  - レディミューズ 1997 牝
    - シンメイフジ 2007 牝[43]（2009年新潟2歳ステークス2010年関東オークス、父:フジキセキ）
    - フェリス 2010 牝
      - ロードマイウェイ 2016 牡[44]（2019年チャレンジカップ、ポートアイランドステークス、父:ジャスタウェイ）

  - トレジャー 1998 牡（2003年都大路ステークス、父:ブライアンズタイム）
  - ロードアポロン 1999 牡
  - レディクローリス 2001 牝
  - ピサノグラフ 2002 牝
    - ムイトオブリガード 2014 牡[45]（2019年アルゼンチン共和国杯、父:ルーラーシップ）

  - ロードアルファード 2003 牡
  - サムワントゥラブ 2005 牝
    - レトロロック 2012 牡[46]（2018年小倉日経オープン、父:ディープインパクト）

  - マザーウェル 2007 牝
  - フューチャステップ 2010 牡
  - プレイフォーマザー 2011 牝

- 子孫の表示は、直仔、重賞、オープン競走を制覇した馬、それらの母に限る。JRA重賞及びダートグレード競走は太字強調にて表す。
- 情報は、2021年5月6日現在。

## 血統表
| シンコウラブリイの血統                        | シンコウラブリイの血統           | シンコウラブリイの血統 | （血統表の出典）  | （血統表の出典）  |
| 父系                                          | ニジンスキー系                   | ニジンスキー系         | ニジンスキー系    | [ § 2 ]           |
| 父 Caerleon 1980 鹿毛                         | 父の父Nijinsky 1967 鹿毛         | Northern Dancer        | Nearctic          | Nearctic          |
| 父 Caerleon 1980 鹿毛                         | 父の父Nijinsky 1967 鹿毛         | Northern Dancer        | Natalma           |                   |
| 父 Caerleon 1980 鹿毛                         | 父の父Nijinsky 1967 鹿毛         | Flaming Page           | Bull Page         | Bull Page         |
| 父 Caerleon 1980 鹿毛                         | 父の父Nijinsky 1967 鹿毛         | Flaming Page           | Flaring Top       |                   |
| 父 Caerleon 1980 鹿毛                         | 父の母Foreseer 1969 黒鹿毛       | Round Table            | Princequillo      | Princequillo      |
| 父 Caerleon 1980 鹿毛                         | 父の母Foreseer 1969 黒鹿毛       | Round Table            | Knight's Daughter |                   |
| 父 Caerleon 1980 鹿毛                         | 父の母Foreseer 1969 黒鹿毛       | Regal Gleam            | Hail to Reason    | Hail to Reason    |
| 父 Caerleon 1980 鹿毛                         | 父の母Foreseer 1969 黒鹿毛       | Regal Gleam            | Miz Carol         |                   |
| 母 *ハッピートレイルズ Happy Trails 1984 鹿毛 | 母の父*ポッセ Posse 1977 栗毛    | Forli                  | Aristophanes      | Aristophanes      |
| 母 *ハッピートレイルズ Happy Trails 1984 鹿毛 | 母の父*ポッセ Posse 1977 栗毛    | Forli                  | Trevisa           |                   |
| 母 *ハッピートレイルズ Happy Trails 1984 鹿毛 | 母の父*ポッセ Posse 1977 栗毛    | In Hot Pursuit         | Bold Ruler        | Bold Ruler        |
| 母 *ハッピートレイルズ Happy Trails 1984 鹿毛 | 母の父*ポッセ Posse 1977 栗毛    | In Hot Pursuit         | Lady Be Good      |                   |
| 母 *ハッピートレイルズ Happy Trails 1984 鹿毛 | 母の母*ロイコン Roycon 1975 鹿毛 | High Top               | Derring-Do        | Derring-Do        |
| 母 *ハッピートレイルズ Happy Trails 1984 鹿毛 | 母の母*ロイコン Roycon 1975 鹿毛 | High Top               | Camenae           |                   |
| 母 *ハッピートレイルズ Happy Trails 1984 鹿毛 | 母の母*ロイコン Roycon 1975 鹿毛 | Madelon                | *セントクレスピン | *セントクレスピン |
| 母 *ハッピートレイルズ Happy Trails 1984 鹿毛 | 母の母*ロイコン Roycon 1975 鹿毛 | Madelon                | Azurine           |                   |
| 母系(F-No.)                                   | Azurine系(FN:4-d)                | Azurine系(FN:4-d)      | Azurine系(FN:4-d) | [ § 3 ]           |
| 5代内の近親交配                               | なし                             | なし                   | なし              | [ § 4 ]           |
| 出典                                          | 1. 2. 3. 4.                      | 1. 2. 3. 4.            | 1. 2. 3. 4.       | 1. 2. 3. 4.       |

- 弟のタイキマーシャル（エプソムカップ）、叔父のセサロニアンなど、近親が多く日本に輸入されている。曾祖母の妹に1981年のオークス・アイルランドオークス馬Blue Windがいる。
- 母はタイキマーシャルを出産後に日本へ輸入されており、2003年の京都牝馬ステークス優勝馬で本馬の半妹にあたるハッピーパス（父サンデーサイレンス）他、多数の仔を残している。ハッピーパスの孫には2024年優駿牝馬・秋華賞の牝馬二冠を達成したチェルヴィニアがいる。
- 半妹サンタフェトレイル（父ノーザンテースト）の産駒に2005年セントライト記念勝ち馬のキングストレイル、曾孫に2025年皐月賞勝ち馬のミュージアムマイルがいる。